# Supersonic Girl
Albums de Nana Mizuki
Magic Attraction
(2001)
Singles
Supersonic Girl est le 1er album studio de la chanteuse et seiyū japonaise Nana Mizuki sorti le 5 décembre 2001 sous le label King Records, environ un an après la sortie de son premier single Omoi. Il arrive 60e de l'Oricon et reste classé une semaine pour un total de 5 090 exemplaires vendus.

## Liste des titres
Tous les arrangements sont de Nobuhiro Makino, sauf la piste 7 par Toshiro Yabuki.
| 1.  | Love's Wonderland (lit. L'amour est le pays des merveilles)                                                         | Chokkyu Murano/Ataru Sumiyoshi | 4:05 |
| 2.  | The Place of Happiness (lit. Le lieu de la joie)                                                                    | Chokkyu Murano/Ataru Sumiyoshi | 3:44 |
| 3.  | Supersonic Girl (lit. La fille supersonique)                                                                        | Chokkyu Murano/Ataru Sumiyoshi | 4:10 |
| 4.  | Heaven Knows -brave edit- (lit. Le paradis sait -brave edit-)                                                       | Chokkyu Murano/Ataru Sumiyoshi | 4:17 |
| 5.  | Omoi -pedigreed mix- (想い -pedigreed mix- (lit. Sentiment)                                                         | Chokkyu Murano/Ataru Sumiyoshi | 4:34 |
| 6.  | Look Away -All Together Version- (lit. Détourne les yeux)                                                           | Chokkyu Murano/JUNKO           | 4:19 |
| 7.  | Transmigration (TRANSMIGRATION)                                                                                     | Masami Okui/Toshiro Yabuki     | 5:04 |
| 8.  | Looking On The Moon (LOOKING ON THE MOON (lit. Regarde la lune)                                                     | Chokkyu Murano/Nobuhiro Makino | 3:51 |
| 9.  | Mafuyu no Kanransha (真冬の観覧車)                                                                                  | Chokkyu Murano/Nobuhiro Makino | 4:51 |
| 10. | NANA iro no you ni -Special album version- (NANA色のように -Special album version- (lit. NANA comme un arc-en-ciel) | Misaki Asou/Eisaku Nambu       | 4:33 |
| 11. | Suichuu no Aozora (水中の青空 (lit. Le sous-marin du ciel bleu)                                                     | Chokkyu Murano/Ataru Sumiyoshi | 3:44 |
| 12. | Window of heart (WINDOW OF HEART (lit. La fenêtre du cœur)                                                          | Chokkyu Murano/Nobuhiro Makino | 4:45 |